# Łuknajno (Mikołajki)
Łuknajno (deutsch Lucknainen) ist ein kleiner Ort in der polnischen Woiwodschaft Ermland-Masuren. Er gehört zur Stadt- und Landgemeinde Mikołajki (deutsch Nikolaiken) im Powiat Mrągowski (Kreis Sensburg).

## Geographische Lage
Łuknajno liegt im mittleren Osten der Woiwodschaft Ermland-Masuren im Landschaftsschutzpark Masuren (Mazurski Park Krajobrazowy) am Südufer des Lucknainer Sees (polnisch Jezioro Łuknajno), 24 Kilometer südöstlich der Kreisstadt Mrągowo (deutsch Sensburg).

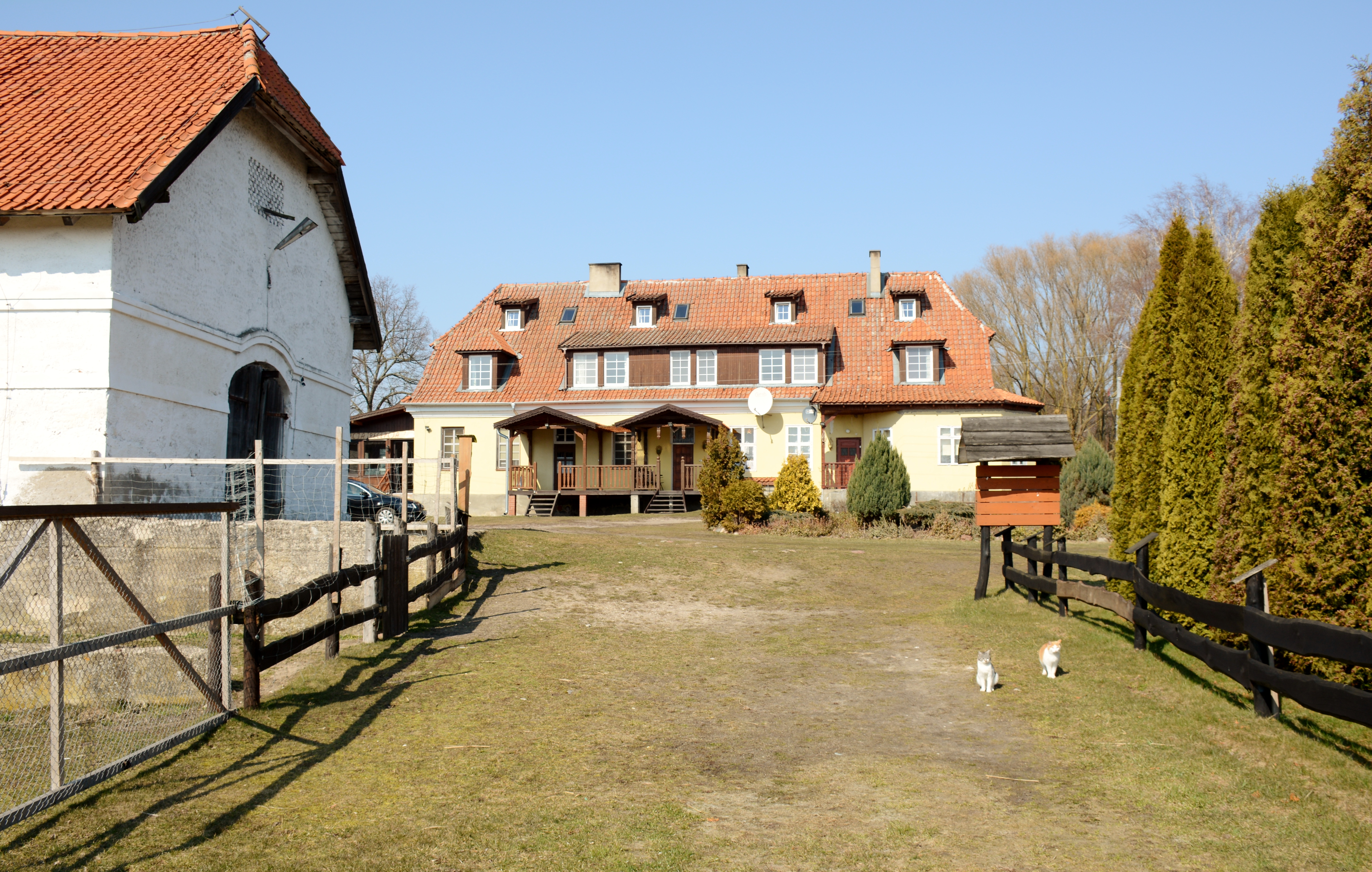
Das einstige Lucknainer Gut im jetzigen Łuknajno

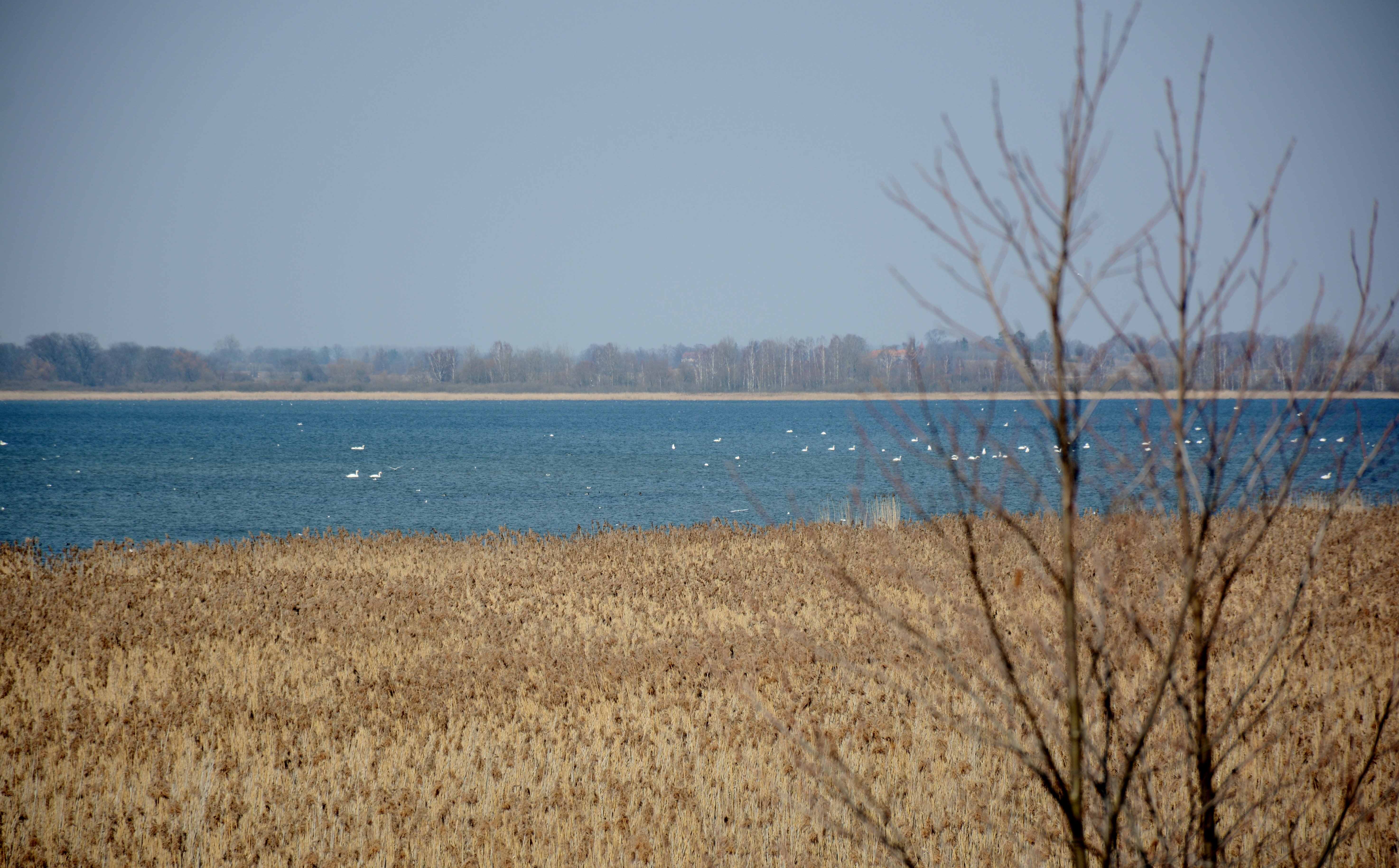
Blick auf den Jezioro Łuknajno (Lucknainer See)

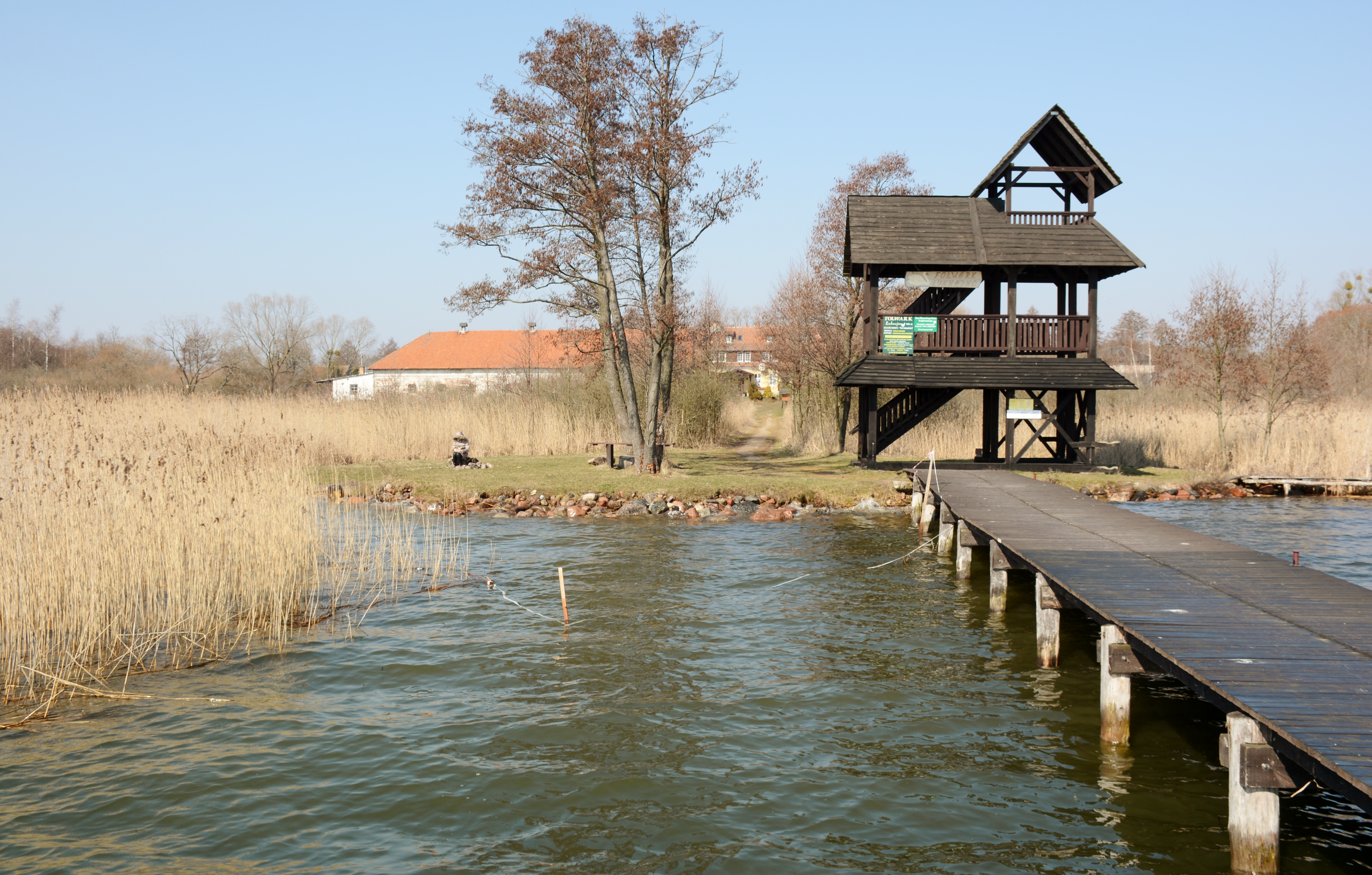
Aussichtsturm am Jezioro Śniardwy

## Geschichte
Bei der heutigen Waldsiedlung (polnisch: Osada leśna) handelt es sich um einen früheren Gutsort, der bis etwa 1898/1905 Lucknainer Fähre, dann auch als Gemeinde Lucknainen genannt wurde. Am 8. April 1874 wurde der Gutsort Lucknainer Fähre Amtssitz und namensgebend für einen Amtsbezirk, der bis zum 23. August 1932 bestand und zum Kreis Sensburg im Regierungsbezirk Gumbinnen (ab 1905: Regierungsbezirk Allenstein) in der preußischen Provinz Ostpreußen gehörte. Er ging danach an den „Amtsbezirk Olschewen“ (polnisch Olszewo) über. 
Aufgrund der Bestimmungen des Versailler Vertrags stimmte die Bevölkerung im Abstimmungsgebiet Allenstein, zu dem Lucknainen gehörte, am 11. Juli 1920 über die weitere staatliche Zugehörigkeit zu Ostpreußen (und damit zu Deutschland) oder den Anschluss an Polen ab. In Lucknainen stimmten 40 Einwohner für den Verbleib bei Ostpreußen, auf Polen entfielen keine Stimmen.
Der Gutsbezirk Lucknainen schloss sich am 30. September 1928 mit den Gutsbezirken  Georgenthal (polnisch Urwitałt), Grünhof (Leśny Dwór), Ossa (1938 bis 1945 Schwanhof, polnisch: Osa) und Pienkowen (nicht mehr existent) sowie dem Fischereietablissement Lucknainerbude zur neuen Landgemeinde Lucknainen zusammen.
Als 1945 in Kriegsfolge das gesamte südliche Ostpreußen an Polen überstellt wurde, war auch Lucknainen davon betroffen. Es erhielt die polnische Namensform „Łuknajno“ und ist heute eine Ortschaft im Verbund der Stadt- und Landgemeinde Mikołajki (Nikolaiken) iom Powiat Mrągowski (Kreis Sensburg), bis 1998 der Woiwodschaft Suwałki, seither der Woiwodschaft Ermland-Masuren zugehörig.

### Einwohnerzahlen
| Jahr | Anzahl |
| ---- | ------ |
| 1818 | 20     |
| 1839 | 26     |
| 1867 | 63     |
| 1885 | 54     |
| 1898 | 46     |
| 1905 | 31     |
| 1910 | 47     |
| 1933 | 126    |
| 1939 | 110    |

### Amtsbezirk Lucknainen (1874–1932)
Der 1874 gebildete Amtsbezirk Lucknainen bestand aus neun Kommunen:
| Name             | Geänderter Name 1938 bis 1945 | Polnischer Name | Bemerkungen                         |
| ---------------- | ----------------------------- | --------------- | ----------------------------------- |
| Diebowen         | Dommelhof                     | Dybowo          |                                     |
| Dlugigrund       | (ab 1928:) Langengrund        | Długi Grąd      | ab 1928 zur Landgemeinde Olschewen  |
| Georgenthal      |                               | Urwitałt        | ab 1928 zur Landgemeinde Lucknainen |
| Grabowken        | (ab 1929:) Buchenhagen        | Grabówka        |                                     |
| Grünhof          |                               | Leśny Dwór      | ab 1928 zur Landgemeinde Lucknainen |
| Lucknainer Fähre | (ab 1898/1905:) Lucknainen    | Łuknajno        |                                     |
| Olschewen        | Erlenau                       | Olszewo         |                                     |
| Ossa             | Schwanhof                     | Osa             | ab 1928 zur Landgemeinde Lucknainen |
| Pienkowen        |                               |                 | ab 1928 zur Landgemeinde Lucknainen |

Am 24. August 1932 gehörten zu dem an den Amtsbezirk Olschewen gehenden  Amtsbezirk Lucknainen die vier Gemeinden Buchenhagen, Diebowen, Lucknainen und Olschwewen.

## Kirche
Bis 1945 war Lucknainen in die evangelische Pfarrkirche Nikolaiken in der Kirchenprovinz Ostpreußen der Kirche der Altpreußischen Union sowie in die katholische St.-Adalbert-Kirche Sensburg im Bistum Ermland eingepfarrt.
Heute gehört Łuknajno zur katholischen Pfarrei Woźnice (Wosnitzen, 1938 bis 1945 Julienhöfen) im Bistum Ełk in der polnischen katholischen Kirche bzw. zur evangelischen Kirche Mikołajki in der Diözese Masuren der Evangelisch-Augsburgischen Kirche in Polen.

## Verkehr
Łuknajno liegt südlich der polnischen Landesstraße 16 (ehemalige deutsche Reichsstraße 127) und ist von dort sowohl über Mikołajki als auch über Woźnice auf Nebenstraßen zu erreichen. Ein Anschluss an das Schienennetz besteht nicht.